# Würzburger Kickers
Der Fußball-Club Würzburger Kickers e. V. (kurz Würzburger Kickers oder FWK) ist ein Fußballverein aus der unterfränkischen Bezirkshauptstadt Würzburg. Der Verein wurde 1907 gegründet und die Vereinsfarben sind seither Weiß und Rot; hiervon leitet sich auch der Spitzname Rothosen ab. Seine Heimspiele trägt der Verein in der vereinseigenen Akon Arena am Würzburger Dallenberg aus.
Nach erfolgreichen Jahren in den höchsten Klassen zu Beginn des 20. Jahrhunderts spielte der Verein 1977/78 für eine Saison in der 2. Bundesliga Süd, bevor die erste Mannschaft für längere Zeit im Amateurfußball zu Hause war. Die letzten großen Erfolge der Kickers waren der Gewinn des Bayerischen Toto-Pokals 2014, 2016 und 2019 sowie der Bayerischen Amateurmeisterschaft 2015. Zur Saison 2016/17 war der Verein – nach zwei Aufstiegen in Folge – nach 38 Jahren wieder in der 2. Bundesliga vertreten, schaffte den Klassenerhalt jedoch nicht. In der Saison 2020/21 spielte der Verein ein weiteres Jahr zweitklassig, stieg aber erneut direkt wieder ab.
Seit 2014 ist die Profiabteilung in eine Aktiengesellschaft ausgegliedert, an der der Verein mit 51 Prozent und die AKON Aktivkonzept e.K. mit 49 Prozent beteiligt sind.

## Geschichte

### Die Gründungsjahre nach 1907
Der FC Würzburger Kickers wurde am 17. November 1907 von Gymnasiasten gegründet. Vorsitzender des jungen Vereins war Georg Beer, der schon kurz darauf von Alfred Günzburger abgelöst wurde. 1908 konnte das erste Lokalderby gegen den FV 04 Würzburg mit 5:0 gewonnen werden. Bereits im folgenden Jahr 1909 zogen die Kickers erstmals um, als die bisherige Heimspielstätte am Würzburger Galgenberg verlassen und der Platz an der Randersackerer Straße bezogen wurde. Die Spielstätte am Galgenberg hatte währenddessen unter anderem auch der FV Würzburg 04 genutzt. Der drei Jahre vor den Kickers entstandene Stadtrivale, 1981 in Konkurs gegangen, wurde 1912 erstmals auch hinsichtlich der Liga überflügelt, als der FWK zur Saison 1912/13 in die Ostkreisliga einzog. In der damals höchsten Spielklasse traten die Kickers gegen die großen Vereine aus Nürnberg, München und Fürth, etwa den 1. FC Nürnberg, den FC Bayern München, die SpVgg Fürth oder den TV München 1860 an und erreichten den sechsten von acht Plätzen. Die Platzierung sicherte den Verbleib in der höchsten Liga.
Die Zeit war geprägt vom Ersten Weltkrieg und mehreren Änderungen der Ligenordnung und des Spielsystems um die süddeutsche Fußballmeisterschaft. Bis 1916 qualifizierte sich der Meister der Ostkreisliga für die Endrunde um den Titel des Süddeutschen Fußball-Verbands, ab Saison 1916/17 fand die Entscheidung über das Weiterkommen per Finalrunde statt. Gleich im ersten Jahr nach der Regelreform konnten die Kickers das Halbfinale erreichen, verloren dieses jedoch gegen die SpVgg Fürth.
Dennoch konnte sich der FC Würzburger Kickers vorerst auf höchstem Niveau etablieren und den Fußball im Nordwesten Bayerns dominieren.

### 1920er Jahre bis zum Zweiten Weltkrieg
Bis zum Zweiten Weltkrieg waren die „Rot-Weißen“ vom Dallenberg weiterhin eine bestimmende Kraft im Würzburger Fußball, wobei sie ab den späten 1920er Jahren vom FV 04 überholt wurden, der ab 1927 mehr Jahre in der Erstklassigkeit vorzuweisen hatte. Auch zu Beginn der 1920er Jahre waren die Kickers in den höchsten Spielklassen erfolgreich, verpassten den Einzug in die Finalrunde um die Nordbayerische und folglich auch um die süddeutsche Fußballmeisterschaft aufgrund der Dominanz des 1. FC Nürnberg und der SpVgg Fürth regelmäßig.
Eine neuerliche Reform des Ligensystems, anstelle von zehn Kreisligen entstanden ab der Saison 1923/24 fünf erstklassige süddeutsche Bezirksligen, wurde es für die Kickers erheblich schwerer, sich in der höchsten Spielklasse durchzusetzen und um die süddeutsche Meisterschaft zu spielen. Nach dem Abstieg 1923 setzte sich die Liga aus acht Teams aus ganz Bayern zusammen. Erst eine erneute Reform zur Saison 1927/28 machte es dem Verein wieder möglich, in das Fußballoberhaus aufzusteigen, denn die von nun an erstklassige Bezirksliga Bayern spielte zweigleisig, mit einer Nord- und einer Südgruppe. Dennoch dauerte es drei Jahre, bis der FWK wieder aufsteigen und 1930 mit dem bereits 1927 aufgestiegenen Stadtrivalen FV 04 wieder gleichziehen konnte. Einer der herausragenden Spieler zu dieser Zeit war der Österreicher Gustav Wieser. Darüber hinaus bestritten die Kickers etliche Freundschaftsspiele in Deutschland sowie im Ausland.
Im Jahr 1928 erfolgte der Anschluss des VfL Würzburg an den Verein, der daraufhin für zwei Jahre als FC Würzburger Kickers VfL am Spielbetrieb teilnahm. 1930 kehrte man zum traditionellen Namen FC Würzburger Kickers zurück.
Die Kickers konnten sich in der obersten Spielklasse halten, bis im Jahr 1933 mit der Machtergreifung der Nationalsozialisten der Süddeutsche Fußball-Verband aufgelöst und in den landesweit 16 Gauligen gespielt wurde. Bei deren Einführung blieben die Kickers unberücksichtigt und stiegen erst 1940 in die höchste Spielklasse auf. Nach einem Jahr folgte der erneute Abstieg, gefolgt vom Wiederaufstieg 1942. Ab 1943 firmierte der FWK zusammen mit dem FV als Kriegsspielgemeinschaft Würzburg (KSG Würzburg) bis zur kriegsbedingten Einstellung des Spielbetriebs in der Gauliga.
Während des Krieges wurde das Stadion an der Randersackerer Straße durch einen Bombenangriff vollständig zerstört.

### Nachkriegszeit und Etablierung in der Bayernliga
| Saison  | Liga                            | Klasse | Platz | Spiele | Tore  | Punkte | Auf-/Abstieg |  |
| ------- | ------------------------------- | ------ | ----- | ------ | ----- | ------ | ------------ |  |
| 1949/50 | II. Unterfränkische Amateurliga | III    | 01.   | 25     | 69:17 | 41:09  | Aufstieg     |  |
| 1950/51 | Bayernliga                      | III    | 06.   | 30     | 53:42 | 32:28  |              |  |
| 1951/52 | Bayernliga                      | III    | 04.   | 34     | 66:47 | 41:27  |              |  |
| 1952/53 | Bayernliga                      | III    | 03.   | 36     | 63:44 | 43:29  |              |  |
| 1953/54 | Bayernliga Nord                 | III    | 09.   | 28     | 45:50 | 27:29  |              |  |
| 1954/55 | Bayernliga Nord                 | III    | 02.   | 24     | 40:27 | 33:15  |              |  |
| 1955/56 | Bayernliga Nord                 | III    | 11.   | 26     | 49:55 | 24:28  |              |  |
| 1956/57 | Bayernliga Nord                 | III    | 07.   | 28     | 44:46 | 30:26  |              |  |
| 1957/58 | Bayernliga Nord                 | III    | 06.   | 30     | 67:58 | 31:29  |              |  |
| 1958/59 | Bayernliga Nord                 | III    | 06.   | 30     | 51:35 | 33:27  |              |  |
| 1959/60 | Bayernliga Nord                 | III    | 02.   | 30     | 44:32 | 38:22  |              |  |
| 1960/61 | Bayernliga Nord                 | III    | 04.   | 32     | 64:52 | 38:26  |              |  |
| 1961/62 | Bayernliga Nord                 | III    | 07.   | 30     | 61:54 | 32:28  |              |  |
| 1962/63 | Bayernliga Nord                 | III    | 03.   | 32     | 65:40 | 42:22  |              |  |
| 1963/64 | Bayernliga                      | III    | 12.   | 34     | 50:64 | 32:36  |              |  |
| 1964/65 | Bayernliga                      | III    | 04.   | 34     | 73:51 | 39:29  |              |  |
| 1965/66 | Bayernliga                      | III    | 03.   | 34     | 69:46 | 44:24  |              |  |
| 1966/67 | Bayernliga                      | III    | 12.   | 36     | 66:73 | 34:38  |              |  |
| 1967/68 | Bayernliga                      | III    | 10.   | 34     | 65:68 | 32:36  |              |  |
| 1968/69 | Bayernliga                      | III    | 12.   | 34     | 48:61 | 29:39  |              |  |
| 1969/70 | Bayernliga                      | III    | 11.   | 34     | 53:57 | 29:39  |              |  |
| 1970/71 | Bayernliga                      | III    | 06.   | 34     | 52:52 | 34:34  |              |  |
| 1971/72 | Bayernliga                      | III    | 05.   | 34     | 59:46 | 40:28  |              |  |
| 1972/73 | Bayernliga                      | III    | 15.   | 34     | 43:59 | 28:40  |              |  |
| 1973/74 | Bayernliga                      | III    | 08.   | 34     | 57:50 | 36:32  |              |  |
| 1974/75 | Bayernliga                      | III    | 06.   | 34     | 47:52 | 36:32  |              |  |
| 1975/76 | Bayernliga                      | III    | 03.   | 34     | 55:36 | 43:25  |              |  |
| 1976/77 | Bayernliga                      | III    | 01.   | 34     | 59:29 | 49:19  | Aufstieg     |  |
| 1977/78 | 2. Bundesliga Süd               | II     | 19.   | 38     | 38:93 | 17:59  | Abstieg      |  |
| 1978/79 | Bayernliga                      | III    | 13.   | 34     | 46:53 | 31:37  |              |  |
| 1979/80 | Bayernliga                      | III    | 14.   | 34     | 55:55 | 31:37  |              |  |
| 1980/81 | Bayernliga                      | III    | 05.   | 34     | 68:49 | 38:30  |              |  |
| 1981/82 | Bayernliga                      | III    | 03.   | 38     | 90:64 | 51:25  |              |  |
| 1982/83 | Bayernliga                      | III    | 19.   | 36     | 40:82 | 16:56  | Abstieg      |  |
| 1983/84 | Landesliga Nord                 | IV     | 04.   | 38     | 79:45 | 48:28  |              |  |
| 1984/85 | Landesliga Nord                 | IV     | 07.   | 36     | 62:53 | 40:32  |              |  |
| 1985/86 | Landesliga Nord                 | IV     | 09.   | 34     | 53:44 | 34:34  |              |  |
| 1986/87 | Landesliga Nord                 | IV     | 04.   | 34     | 56:37 | 43:25  |              |  |
| 1987/88 | Landesliga Nord                 | IV     | 13.   | 32     | 45:49 | 28:36  |              |  |
| 1988/89 | Landesliga Nord                 | IV     | 04.   | 32     | 57:45 | 37:27  |              |  |

Nach dem Zweiten Weltkrieg schloss sich der TSV Würzburg dem FC Würzburger Kickers an und der Verein trat fortan als SC Würzburger Kickers auf. Zunächst spielten die Kickers in der Saison 1945/46 in der Landesliga, der damals zweithöchsten Spielklasse. Nachdem diese in der darauf folgenden Saison zweigleisig wurde, stiegen die Kickers 1947 aus der Landesliga Nord ab. Bereits 1950 folgte der Aufstieg aus der II. Unterfränkischen Amateurliga in die nunmehr drittklassige Amateurliga Bayern, wo prompt ein sechster Platz eingefahren werden konnte und wo in den folgenden Jahren ebenfalls das obere Tabellendrittel erreicht wurde.
Jedoch zeigte der Verein keine ernsthaften Ambitionen, in den Profifußball aufzusteigen und an die früheren Erfolge anzuknüpfen. Die Kickers spielten mit großer Konstanz in der Bayernliga, in die der Verein 1950 aufgestiegen war. Bis zum Jahr 1977, als der Aufstieg in die 2. Bundesliga erfolgte, nahmen die Kickers ununterbrochen 27 Jahre lang am Spielbetrieb in der drittklassigen Bayernliga teil. Dabei wurden zumeist einstellige Platzierungen erreicht, der Aufstieg jedoch bis 1977 stets verpasst.
Ab dem Jahr 1956 trat der Verein, rechtzeitig vor dem 50. Gründungsjubiläum, wieder als FC Würzburger Kickers auf.

### Der Weg in die 2. Bundesliga
| Saisonbilanzen 1990–2000 | Saisonbilanzen 1990–2000 | Saisonbilanzen 1990–2000 | Saisonbilanzen 1990–2000 |
| Saison                   | Liga (Klasse)            | Platz                    | Auf-/Abstieg             |
| ------------------------ | ------------------------ | ------------------------ | ------------------------ |
| 1989/90                  | Landesliga Nord (IV)     | 01.                      | Aufstieg                 |
| 1990/91                  | Bayernliga (III)         | 17.                      | Abstieg                  |
| 1991/92                  | Landesliga Nord (IV)     | 04.                      |                          |
| 1992/93                  | Landesliga Nord (IV)     | 11.                      |                          |
| 1993/94                  | Landesliga Nord (IV)     | 15.                      |                          |
| 1994/95                  | Landesliga Nord (V)      | 09.                      |                          |
| 1995/96                  | Landesliga Nord (V)      | 07.                      |                          |
| 1996/97                  | Landesliga Nord (V)      | 01.                      | Aufstieg                 |
| 1997/98                  | Bayernliga (IV)          | 16.                      | Abstieg                  |
| 1998/99                  | Landesliga Nord (V)      | 09.                      |                          |
| 1999/00                  | Landesliga Nord (V)      | 05.                      |                          |

Während sich der Verein als feste Größe in der Bayernliga etabliert hatte, konnte im Sommer des Jahres 1967 das neu gebaute Stadion am Dallenberg bezogen werden. Zu diesem Zeitpunkt war lediglich die überdachte Haupttribüne fertiggestellt, das übrige Stadion wurde in den Folgejahren weiter ausgebaut.
Dabei beendete die Mannschaft ihre Spielrunden in der Bayernliga zumeist vor dem Stadtrivalen FV 04, dennoch gelang diesem 1975/76 als Tabellenzweitem, damit einen Platz vor den Kickers, der Zweitligaaufstieg nach dem Verzicht des Meisters FC Wacker München. Ein Jahr später, in der Saison 1976/77 wurde jedoch die Mannschaft vom Dallenberg Meister der Bayernliga und folgte dem Lokalrivalen in die zweite Bundesliga. Nach nur einem Jahr stand am Ende der Saison 1977/78 bereits wieder der Abstieg und die Rückkehr in den Amateurfußball der Bayernliga.
In der gewohnten Bayernliga hielten sich Kickers bis zum Jahr 1983, als der Abstieg aus der dritten Spielklasse in die Landesliga anstand, wobei noch im Jahr zuvor ein dritter Platz in der Liga erzielt werden konnte.

### 1980er Jahre bis 2011
| Saisonbilanzen ab 2001  | Saisonbilanzen ab 2001   | Saisonbilanzen ab 2001 | Saisonbilanzen ab 2001 |
| Saison                  | Liga (Klasse)            | Platz                  | Auf-/Abstieg           |
| ----------------------- | ------------------------ | ---------------------- | ---------------------- |
| 2000/01                 | Landesliga Nord (V)      | 08.                    |                        |
| 2001/02                 | Landesliga Nord (V)      | 17.                    | Abstieg                |
| 2002/03                 | Bezirksoberliga (VI)     | 13.                    | Abstieg                |
| 2003/04                 | Bezirksliga (VII)        | 01.                    | Aufstieg               |
| 2004/05                 | Bezirksoberliga (VI)     | 01.                    | Aufstieg               |
| 2005/06                 | Landesliga Nord (V)      | 06.                    |                        |
| 2006/07                 | Landesliga Nord (V)      | 06.                    |                        |
| 2007/08                 | Landesliga Nord (V)      | 02.                    | Aufstieg               |
| 2008/09                 | Bayernliga (V)           | 18.                    | Abstieg                |
| 2009/10                 | Landesliga Nord (VI)     | 04.                    |                        |
| 2010/11                 | Landesliga Nord (VI)     | 05.                    |                        |
| 2011/12                 | Landesliga Nord (VI)     | 01.                    | Aufstieg · Aufstieg    |
| 2012/13                 | Regionalliga Bayern (IV) | 10.                    |                        |
| 2013/14                 | Regionalliga Bayern (IV) | 11.                    |                        |
| 2014/15                 | Regionalliga Bayern (IV) | 01.                    | Aufstieg               |
| 2015/16                 | 3. Liga (III)            | 03.                    | Aufstieg               |
| 2016/17                 | 2. Bundesliga (II)       | 17.                    | Abstieg                |
| 2017/18                 | 3. Liga (III)            | 05.                    |                        |
| 2018/19                 | 3. Liga (III)            | 05.                    |                        |
| 2019/20                 | 3. Liga (III)            | 02.                    | Aufstieg               |
| 2020/21                 | 2. Bundesliga (II)       | 18.                    | Abstieg                |
| 2021/22                 | 3. Liga (III)            | 18.                    | Abstieg                |
| 2022/23                 | Regionalliga Bayern (IV) | 02.                    |                        |
| 2023/24                 | Regionalliga Bayern (IV) | 01.                    |                        |
| 2024/25                 | Regionalliga Bayern (IV) | 06.                    |                        |
| 2011/12: Doppelaufstieg |                          |                        |                        |

Nach dem Abstieg aus der Bayernliga in die regionalen Spielklassen verschwanden die Würzburger immer öfter in den Niederungen des Amateurfußballs. Bis zum Jahr 2011 kam es nur noch zu drei – jeweils einjährigen – Gastauftritten des FWK in der Bayernliga. 1990/91 stand ebenso wie 1997/98 sowie 2007/08 dem Aufstieg erneut der direkte Abstieg nach nur einer Saison. In den 1990er Jahren musste sich das Kickers-Publikum, wie bereits nach dem Bayernliga-Abstieg 1983, meist mit der Landesliga Nord zufriedengeben.
Der sportliche Niedergang folgte in der Saison 2001/02 sowie 2002/03, als innerhalb von zwei Jahren die Abstiege bis in die Bezirksoberliga und schließlich die Bezirksliga Unterfranken Mitte, zu dieser Zeit lediglich die siebte Spielklasse, angetreten werden mussten. Durch die sportliche Talfahrt stand der Verein zu dieser Zeit kurz vor der Insolvenz und damit neben dem fußballerischen auch vor dem finanziellen Absturz. Den Trainerposten übernahm vor dem Abstieg aus der Bezirksoberliga der fußball- und kickerbegeisterte Michael Schaudt, der im Verein unter dem Spitznamen Coach zu einer besonderen Figur werden sollte. Mit den Jahren 2004 und 2005 gelangen den Kickers unter Coach Schaudt zwei Aufstiege in Folge und somit auch die Rückkehr in die fünftklassige Landesliga Nord. Trotz seiner Entlassung im Jahr 2006, kurz vor Ablauf des Vertrages, blieb der Coach dem Verein in Freizeitteams erhalten. Vor seinem Tod durch die Muskelkrankheit ALS mit 49 Jahren im Jahr 2012 organisierte der Verein ihm zu Ehren im Mai 2011 ein emotionales Benefizspiel für ALS-Erkrankte.
Sportlich konnten die Kickers nach drei Spielrunden in der Landesliga 2007/08 schließlich wieder den Aufstieg in die Bayernliga feiern. Die Spielklasse der Kickers blieb allerdings trotz Aufstieg durch die zeitgleiche Einführung der 3. Liga als zusätzliche Ligenebene weiterhin die fünfte. Der Erfolg des Aufstiegs war dabei nur von kurzer Dauer, denn bereits ein Jahr später stand der Verein nach einem 18. und damit letzten Platz als Absteiger fest.
Anstelle des sofortigen Wiederaufstiegs konsolidierten sich die Kickers bis 2011 in der nun sechstklassigen Landesliga und investierten in den Bau eines Kunstrasenplatzes auf dem vereinseigenen Sportgelände. Dieses wurde während der Weltmeisterschaft 2006 von der Nationalmannschaft Ghanas als Trainingsstätte genutzt.
2007 konnten die Kickers das 100-jährige Jubiläum des Vereins feiern.

### Regionalligaaufstieg und Landespokalsieg
Nach der Etablierung in der Landesliga planten die Kickers für 2012 den Aufstieg in die zur Saison 2012/13 gegründete Bayernliga Nord, welche nach der Liga-Reform unter der ebenfalls neuen Regionalliga Bayern die zweithöchste bayerische Spielklasse wurde. Durch den Meistertitel in der Landesliga Nord 2012 waren die Kickers zur Teilnahme an der Regionalliga-Relegation berechtigt. Hierbei konnte sich das Team unter Trainer Dieter Wirsching in zwei Runden (Freilos in der ersten Runde) durchsetzen und somit die fünftklassige Bayernliga überspringen.
Die Kickers spielten durch den Doppelaufstieg ab der Saison 2012/13 nach 1998 (damals in der Bayernliga) erstmals wieder viertklassig. Durch das Überspringen der Bayernliga wurden die Rothosen 2012 zudem wieder der klassenhöchste Würzburger Klub, nachdem der in der Bayernliga Nord spielende Lokalrivale Würzburger FV, Nachfolgeverein des 1981 insolventen Würzburger FV 04, die Regionalligaqualifikation seither stets verfehlte.
In den beiden ersten Jahren in der Regionalliga Bayern erreichten die Würzburger Kickers ihr Saisonziel, den Klassenerhalt, mit Platz 10 (2012/13) und Platz 11 (2013/14) vergleichsweise souverän. Nachdem sich der Verein in der Liga etabliert hatte, beschloss die sportliche Leitung, den Aufstieg in die dritte Liga innerhalb der folgenden drei Jahre anzustreben. Hierzu wurde das Projekt „3x3“ – In drei Jahren in die Dritte Liga ins Leben gerufen.
Am 14. Mai 2014 gelang den Würzburger Kickers der Sieg im Finale des Toto-Pokal, wodurch sich der FWK nach zuletzt 1981 wieder für die DFB-Pokal Hauptrunde qualifiziert hat. Gleichzeitig war der Pokalgewinn zusammen mit dem Doppelaufstieg 2012 der größte Erfolg der jüngeren Vereinsgeschichte.
Nach Ende der Saison verabschiedete sich Erfolgstrainer Dieter Wirsching, seine Nachfolge trat zum Saisonauftakt 2014/15 Bernd Hollerbach an.

### Aufstieg bis in die 2. Bundesliga und sofortiger Abstieg
Bereits vor Saisonende 2013/14 hatten die Kickers das sogenannte Projekt 3×3 – In drei Jahren in die Dritte Liga unter dem Slogan Würzburg braucht Profis! gestartet. Hierzu legte der Verein eine breite Marketingkampagne an, um in der Region eine Welle der Begeisterung für das Projekt Profifußball zu entfachen. Diese beinhaltete einen Werbefilm, die Kooperation mit bekannten lokalen Persönlichkeiten aus Politik, Sport und Gesellschaft sowie einen Infopavillon auf dem Marktplatz.
Ziel des Konzepts war es, innerhalb von drei Jahren den sportlichen Aufstieg in die 3. Liga zu realisieren. Zeitgleich zur sportlichen Entwicklung sollte schrittweise das Umfeld weiter professionalisiert werden. Dazu wurde ein Budget von mindestens 1,2 Millionen Euro pro Saison über Sponsoren, Partner und Dauerkartenverkäufe für die folgenden drei Jahre akquiriert. Nach Erreichen der erforderlichen Zusagen wurden umfassende Kaderplanungen und Professionalisierungen in den Strukturen vorgenommen und in die Wege geleitet. Unter anderem wurde mit dem Würzburger und Ex-Profi Bernd Hollerbach ein Trainer gefunden, der einst selbst für die Würzburger Kickers aufgelaufen war und als Co-Trainer mit Felix Magath bereits Deutscher Meister wurde.
Im Rahmen der Kampagne wurde zudem die Sylter Strandbar Sansibar auf Vermittlung Hollerbachs zunächst für ein Jahr als neuer Hauptsponsor der Kickers präsentiert.
In der Saison 2014/15 gingen die Würzburger Kickers das dritte Jahr in Folge in der Regionalliga Bayern an den Start. Darüber hinaus hatte sich der Verein über den Erfolg im Toto-Pokal-Finale für die erste Hauptrunde des DFB-Pokals qualifiziert. Bereits vor Saisonbeginn stand ein großer Umbruch in allen Bereichen des Vereins an, um das ausgegebene Ziel, den Drittliga-Aufstieg innerhalb von drei Jahren, zu verwirklichen.
Vor der Saison 2014/15 wurde der Kader zu großen Teilen neu zusammengestellt. Von der Vorjahresmannschaft, welche zwar noch im Mai 2014 den bayerischen Landespokal gewinnen konnte, verließen 14 Spieler den Verein, wohingegen ebenfalls 14 Neuzugänge stehen. Aufgrund der Aufstiegsambitionen des Vereins wurden hierbei mehrere Spieler mit Profi-Vergangenheit sowie Nachwuchsspieler aus Leistungszentren von Profi-Teams unter Vertrag genommen.

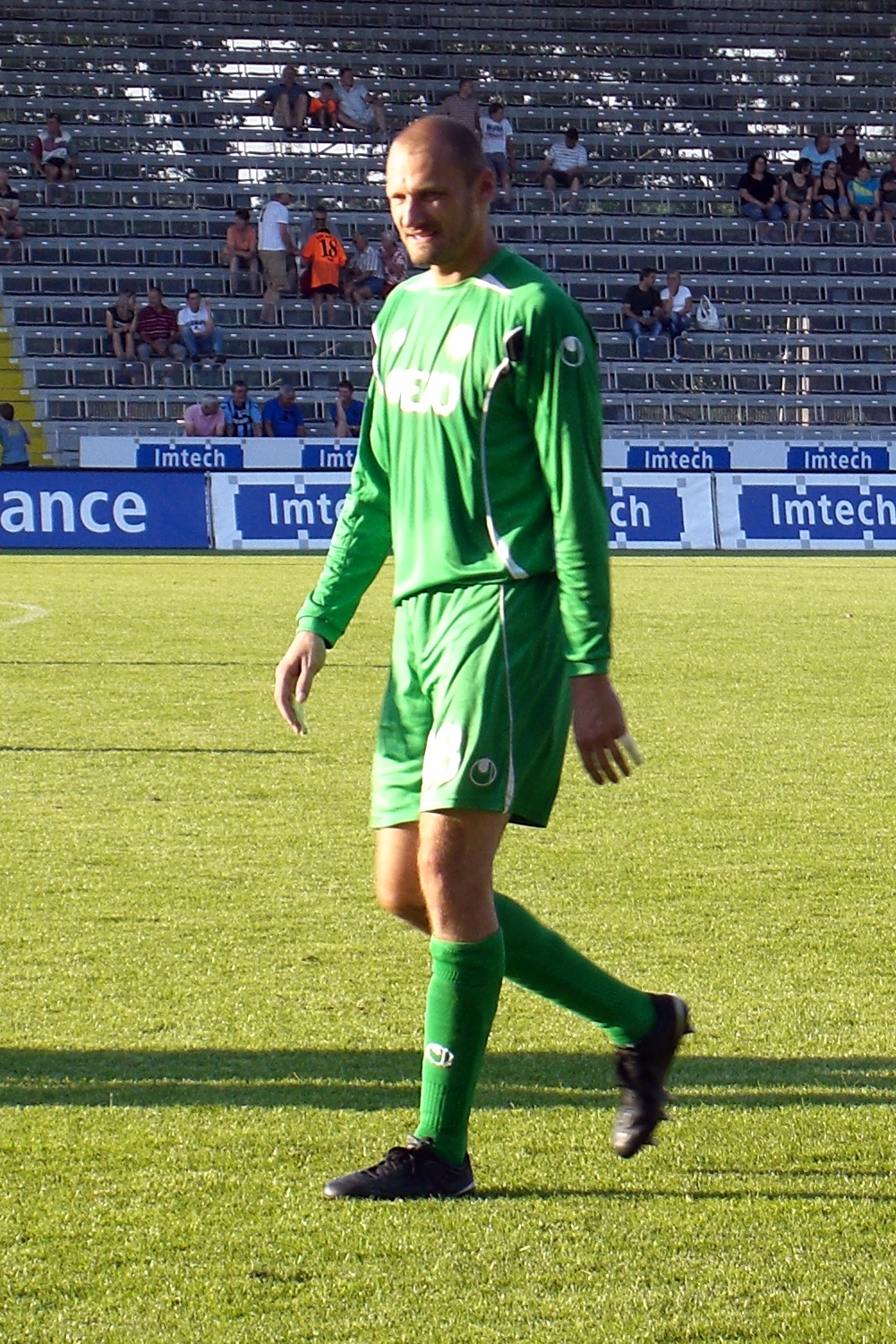
Torhüter Robert Wulnikowski

Nicht zuletzt in Folge des vorangegangenen Landespokalsieges sowie des ambitionierten Aufstiegsplans nannten 16 von 18 Trainern der Regionalliga Bayern die Kickers als Favoriten auf die Meisterschaft. Besondere Aufmerksamkeit erfuhr der Verein im In- und Ausland durch einen spektakulären Treffer des Angreifers Christopher Bieber im Spiel gegen Wacker Burghausen, als er das 1:0 in liegender Position per Kopf erzielte. Das entsprechende Internet-Video wurde hunderttausendfach betrachtet. Nach Abschluss der Hinrunde belegten die Würzburger Kickers den ersten Platz in der Regionalliga Bayern und konnten somit den inoffiziellen Titel des Herbstmeisters für sich reklamieren.

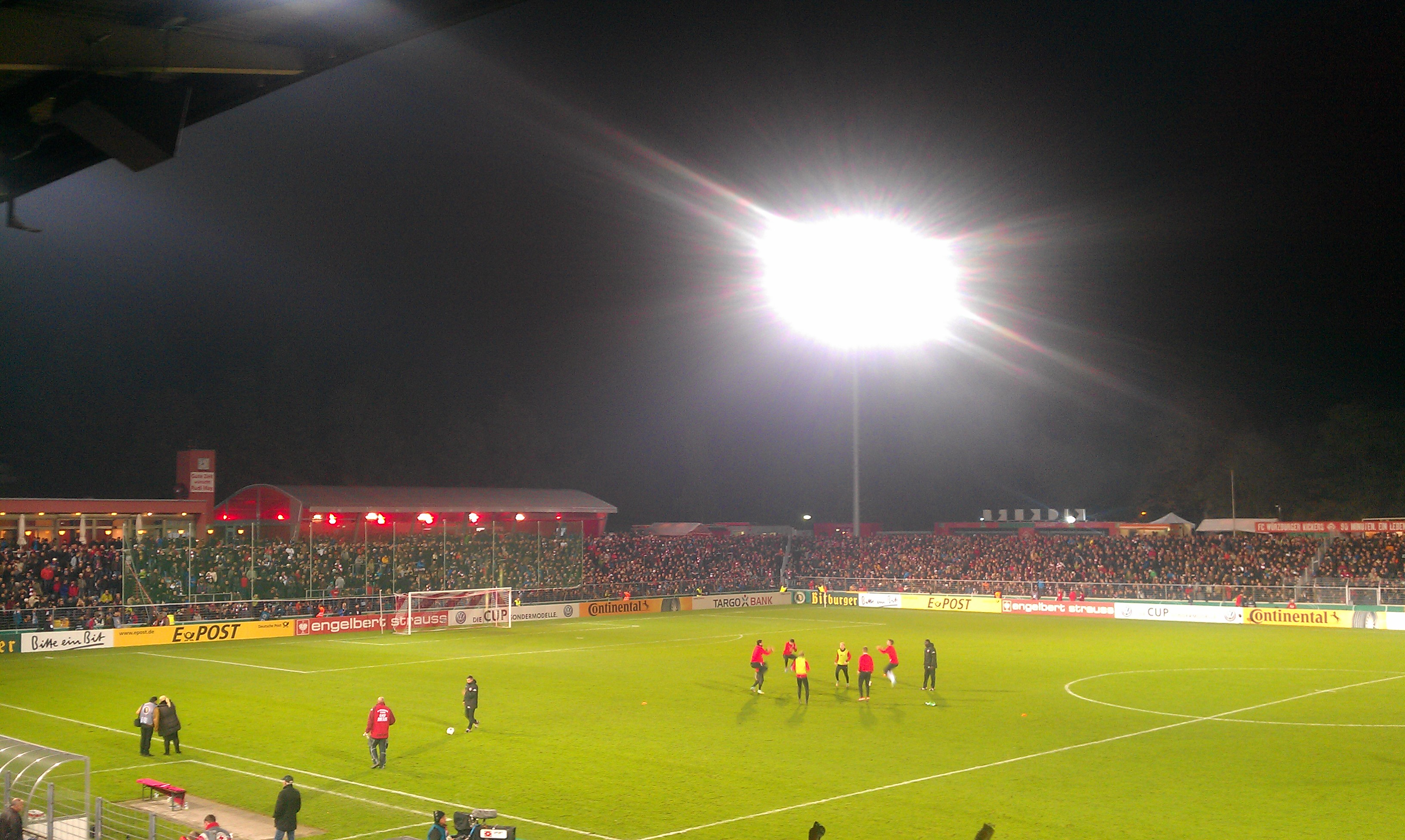
Nördliche Stadionecke und VIP-Zelt beim DFB-Pokal-Spiel gegen Eintracht Braunschweig unter Flutlicht

In der ersten Hauptrunde des DFB-Pokals trafen die Kickers am 17. August 2014 im eigenen Stadion auf das Team des Zweitligisten Fortuna Düsseldorf. Die Kickers gewannen das Spiel mit 3:2 nach Verlängerung durch zwei Tore von Christopher Bieber sowie Steven Lewerenz’ Treffer in der 114. Spielminute. Die Begegnung wurde von mehr als 10.000 Zuschauern besucht. Als Zweitrundengegner wurde den Kickers mit Eintracht Braunschweig erneut ein Team aus der 2. Bundesliga zugelost. Auch in diesem Spiel hatten die Kickers Heimrecht. Die Ansetzung der Partie wurde zum Anlass genommen, die heimische Spielstätte mit einem fernsehtauglichen Flutlicht auszustatten. Vor ausverkauftem Stadion ging das Spiel knapp mit 0:1 verloren, sodass Braunschweig in das Achtelfinale des DFB-Pokals einzog.
In der Regionalliga wurden die Kickers ihrer Favoritenrolle gerecht und schlossen 2015 als Meister ab, was die Qualifikation für die Aufstiegsrelegation zur 3. Liga bedeutete. Als Gegner wurde den Würzburgern mit dem 1. FC Saarbrücken der Zweitplatzierte aus der Regionalliga Süd-West zugelost. Nach einem knappen 1:0-Sieg der Kickers in Saarbrücken, gelang dem FWK im Rückspiel der Aufstieg. Das Spiel wurde durch Elfmeterschießen entschieden, da Saarbrücken 1:0 nach regulärer Spielzeit vorne lag. Damit erfüllte sich das Vorhaben des Aufstiegs innerhalb von drei Jahren bereits in nur einer Saison.
Am 27. Januar 2016 stellten die Würzburger Kickers das Projekt 3x2 – Würzburg kann mehr! vor. Ziel war es, innerhalb von drei Jahren in die 2. Fußball-Bundesliga aufzusteigen. Die finanziellen Mittel sollen u. a. durch den Verkauf von 125.000 (Einwohnerzahl von Würzburg) Bocksbeuteln pro Saison zu einem Preis vom 19,07 (Gründungsjahr) Euro und eine langfristige Bindung von Sponsoren gewonnen werden. Am 8. Mai 2016 qualifizierten sich die Würzburger Kickers mit einem 1:1 am vorletzten Spieltag im Spiel gegen Holstein Kiel für die Relegationsspiele gegen den 16. der 2. Fußball-Bundesliga. Nach zwei Siegen in der Relegation zur 2. Bundesliga gegen den MSV Duisburg, 2:0 im Hinspiel in Würzburg und 2:1 im Rückspiel in Duisburg, stieg der Verein bereits wenige Monate nach dem Start des Projektes in die 2. Bundesliga auf. Seit der Gründung der 3. Liga im Jahr 2008 gelang den Würzburger Kickers damit als zweites Team nach RB Leipzig der direkte Durchmarsch von der Regionalliga in die zweithöchste Spielklasse. Aus dem Amateurbereich hingegen schaffte es kein Verein schneller in die 2. Bundesliga als die Würzburger Kickers. Seit der Saison 2011/12 gelang der Aufstieg von der Landesliga (6. Liga) in die 2. Bundesliga am Ende der Saison 2015/16 – vier Aufstiege in fünf Jahren.
Nach einer erfolgreichen Hinrunde mit 27 Punkten nach 17 Spielen gelangen den Kickers in der Rückrunde neben 7 Unentschieden kein einziger Sieg und so endete die Saison mit 34 Punkten auf Platz 17 mit dem Abstieg.
Am 22. Mai 2017 wurde auf einer kurzfristig einberufenen Pressekonferenz der Rücktritt von Bernd Hollerbach bekannt gegeben. Nachfolger als Trainer wurde der bisherige Trainer der Schalke-U17 Stephan Schmidt. Dieser wurde am 2. Oktober 2017 freigestellt. Der bisherige Co-Trainer Michael Schiele übernahm den Posten des Cheftrainers. Am Ende schloss man die Saison auf dem 5. Platz ab. Auch in der Saison 2018/19 erreichte man mit insgesamt 57 Punkten den 5. Platz und konnte mit einem 3:0 gegen Viktoria Aschaffenburg den Landespokal gewinnen.
Im Januar 2020 wurde bekanntgegeben, dass Felix Magath als Sportlicher Leiter von Flyeralarm Global Soccer für Admira Wacker Mödling und die Würzburger Kickers tätig sein wird.

### Aufstieg in die 2. Bundesliga, Abstieg in die Regionalliga und dritter Landespokalsieg
In der durch die COVID-19-Pandemie unterbrochene Saison 2019/20 landeten die Kickers mit 19 Siegen zwar nur auf dem zweiten Platz, stiegen jedoch aufgrund der nichtaufstiegsberechtigten erstplatzierten zweiten Mannschaft des FC Bayern München zusammen mit der Drittplatzierten Eintracht Braunschweig in die 2. Bundesliga auf. Im Finale des Landespokal scheiterte man mit 1:4 im Elfmeterschießen an TSV 1860 München. Nach nur drei Spielen trennte man sich im September 2020 von Trainer Schiele. Es folgten Marco Antwerpen, Bernhard Trares sowie Interimstrainer Ralf Santelli, welche aber den sofortigen Wiederabstieg auf dem 18. Platz nicht verhindern konnten. Zur Saison 2021/22 verpflichtete man Torsten Ziegner als Trainer, welcher nach drei Monaten durch Danny Schwarz ersetzt wurde. Nach ausbleibendem Erfolg wurde Ralf Santelli als Interimstrainer eingestellt, der erneute Abstieg in die Regionalliga Bayern war nicht mehr abzuwenden. Im Landespokal schied man gegen FV Illertissen im Halbfinale aus, welches sich in der Folgesaison wiederholte.
Zur Saison 2022/23 wurde Marco Wildersinn zum Cheftrainer berufen und konnte mit 80 Punkten den 2. Platz erreichen. Die Saison 2023/24 schlossen die Kickers als Meister der Regionalliga Bayern ab, worauf sie in Aufstiegsspielen gegen den Meister der Regionalliga Nord, Hannover 96 II, spielten. Das Hinspiel wurde mit 1:0 gewonnen, im Rückspiel konnte sich Hannover II mit 5:4 im Elfmeterschießen durchsetzen und den Aufstieg somit für sich entscheiden. Nach der Saison trennten sich die Kickers und Wildersinn, Nachfolger wurde Markus Zschiesche der zuvor in der Regionalliga Nordost beim SV Babelsberg 03 arbeitete. Im September 2024 trennten sich die Kickers von Cheftrainer Zschiesche. Sein Nachfolger wurde Martin Lanig. Für Lanig ist es erst die zweite Trainerstation nach einem Engagement beim baden-württembergischen Oberligisten FSV Hollenbach. Er wurde Ende April 2025 wegen unterschiedlicher Ansichten über die Ausrichtung der Mannschaft entlassen.

## FC Würzburger Kickers AG
Seit April 2014 ist die erste Mannschaft der Würzburger Kickers in Form einer Aktiengesellschaft aus dem Hauptverein ausgegliedert. Auf einer Mitgliederversammlung des Vereins wurde dieser Schritt beschlossen, um die im Rahmen des Aufstiegsprojekts größer werdenden Etats nicht zu einem Risiko für den traditionsreichen Stammverein zu machen. So soll auch bei finanziellen Problemen der Lizenzmannschaft der Bestand des Vereins gesichert werden. Im Dezember 2017 übernahm die Flyeralarm Future Labs GmbH 49 Prozent der Anteile an der FC Würzburger Kickers AG. Nachdem Flyeralarm den Ausstieg als Anteilseigner bekanntgab, wurde im Januar 2023 die bislang als Förderer tätige AKON Aktivkonzept e.K. aus Bad Mergentheim neuer Anteilseigner.

## Erfolge

### Bedeutende Aufstiege
- Bayernliga 1977: Aufstieg in die 2. Bundesliga
- Landesliga Bayern 2012 Staffel Nord: Direkter Aufstieg in die Regionalliga Bayern
- Regionalliga Bayern 2015: Aufstieg in die 3. Liga
- 3. Liga 2016: Aufstieg in die 2. Bundesliga
- 3. Liga 2020: Aufstieg in die 2. Bundesliga

### Landespokalsiege
- Bayerischer Toto-Pokal: (3) 2014, 2016, 2019

### Saisonabschlüsse
- Halbfinale um die süddeutsche Fußballmeisterschaft 1916/17 im Ostkreis

### DFB-Pokal-Teilnahmen
| Saison  | Runde    | Datum      | Heimmannschaft                                              | Gastmannschaft         | Endergebnis                     | Zuschauer |
| ------- | -------- | ---------- | ----------------------------------------------------------- | ---------------------- | ------------------------------- | --------- |
| 1978/79 | 1. Runde | 06.08.1978 | SC Herford (Heimrecht nach Auslosung getauscht)             | Würzburger Kickers     | 2:1                             | -         |
| 1980/81 | 1. Runde | 30.08.1980 | Würzburger Kickers                                          | TSV Hirschaid          | 2:1 n. V.                       | -         |
| 1980/81 | 2. Runde | 04.10.1980 | Würzburger Kickers                                          | Fortuna Düsseldorf     | 0:2                             | -         |
| 1981/82 | 1. Runde | 29.08.1981 | SV Neckargerach                                             | Würzburger Kickers     | 4:2                             | -         |
| 2014/15 | 1. Runde | 17.08.2014 | Würzburger Kickers                                          | Fortuna Düsseldorf     | 3:2 n. V. (2:2, 0:1)            | 10.500    |
| 2014/15 | 2. Runde | 29.10.2014 | Würzburger Kickers                                          | Eintracht Braunschweig | 0:1 (0:0)                       | 11.240    |
| 2015/16 | 1. Runde | 08.08.2015 | Würzburger Kickers                                          | Werder Bremen          | 0:2 n. V.                       | 09.706    |
| 2016/17 | 1. Runde | 20.08.2016 | Würzburger Kickers                                          | Eintracht Braunschweig | 1:0 n. V. (0:0, 0:0)            | 06.384    |
| 2016/17 | 2. Runde | 25.10.2016 | Würzburger Kickers                                          | TSV 1860 München       | 3:4 i. E. (0:0, 0:0, 0:0 n. V.) | 12.142    |
| 2017/18 | 1. Runde | 12.08.2017 | Würzburger Kickers 1 (Spiel wurde in Offenbach ausgetragen) | SV Werder Bremen       | 0:3 (0:0)                       | 08.090    |
| 2020/21 | 1. Runde | 14.09.2020 | Würzburger Kickers                                          | Hannover 96            | 2:3 (0:1)                       |           |

## Die erste Mannschaft

### Aktueller Kader 2024/25
| 01                   | Deutschland             | Johann Hipper              | 30. Sep. 1998 | 2024 |
| 27                   | Deutschland             | Vincent Friedsam           | 13. Mai 2002  | 2022 |
| Abwehr               |                         |                            |               |      |
| 03                   | Deutschland             | Yannick Sachs              | 11. Okt. 2006 | 2025 |
| 04                   | Deutschland             | Alexander Winkler          | 26. Jan. 1992 | 2025 |
| 16                   | Deutschland             | Peter Kurzweg              | 10. Feb. 1994 | 2022 |
| 17                   | Deutschland             | Jonas Wieselsberger        | 7. Okt. 1998  | 2024 |
| 19                   | Deutschland             | Marius Uhl                 | 7. Apr. 2000  | 2024 |
| 20                   | Deutschland             | Fabrice Montcheu           | 21. Apr. 1998 | 2022 |
| 22                   | Deutschland             | Daniel Hägele              | 23. Feb. 1989 | 2018 |
| 26                   | Deutschland             | Noah Awassi                | 10. März 1998 | 2024 |
| 28                   | Deutschland             | Ebrahim Farahnak           | 19. Jan. 1998 | 2024 |
| 31                   | Deutschland             | Tim Kraus                  | 31. März 2000 | 2023 |
| Mittelfeld           |                         |                            |               |      |
| 08                   | Deutschland             | Fabian Wessig              | 27. Apr. 2003 | 2023 |
| 10                   | Deutschland             | Moritz Hannemann           | 9. Apr. 1998  | 2024 |
| 18                   | Deutschland             | Maximilian Zaiser          | 8. März 1999  | 2022 |
| 23                   | Deutschland             | Theo Harz                  | 18. Sep. 2003 | 2024 |
| 25                   | Deutschland             | Dominik Meisel             | 29. Juni 1999 | 2017 |
| Angriff              |                         |                            |               |      |
| 07                   | Deutschland             | Maximilian Fesser          | 10. Okt. 2001 | 2024 |
| 09                   | Moldau Republik         | Lado Akhalaia              | 1. Juli 2002  | 2025 |
| 11                   | Bosnien und Herzegowina | Alem Japaur                | 23. Apr. 2000 | 2024 |
| 30                   | Deutschland             | Benyas Solomon Junge-Abiol | 17. Juni 1999 | 2022 |
| 33                   | Deutschland             | Benjamin Girth             | 31. Jan. 1992 | 2024 |
| Stand: 3. April 2025 |                         |                            |               |      |

### Trainerstab
| Name              | Funktion        |
| ----------------- | --------------- |
| Sebastian Neumann | Interimstrainer |
| Walter Thomae     | Co-Trainer      |
| Niko Sternberg    | Torwarttrainer  |

Stand: 12. März 2025

## Ehemalige Spieler und Persönlichkeiten

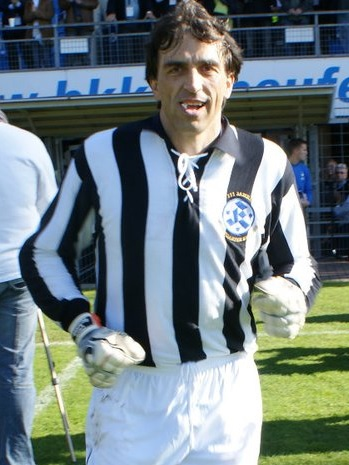
Claus Reitmaier

Eine besonders herausragende Figur in der Geschichte der Würzburger Kickers ist Gustav Wieser, der bereits im Jahr 1921 nach Unterfranken wechselte, als er schon fünf österreichische Meistertitel gewonnen hatte und damit die Rolle unterstreicht, die der Verein zu dieser Zeit spielte. Wieser wechselte von Rapid Wien zu den Kickers, wo er zwei Jahre lang spielte, um daraufhin zu Rapids Stadtrivalen Wiener Amateur Sportverein zurück nach Österreich zu gehen.
Weitere ehemalige Spieler der Würzburger Kickers sind neben dem späteren Trainer Bernd Hollerbach, der als Bundesligaspieler und Co-Trainer nationale Bekanntheit erlangte, insbesondere auch der Torwart Claus Reitmaier sowie die deutschen Nationalmannschafts- und Bundesligaspieler Gerd Zewe sowie Stefan Reisch. Reisch spielte zum Karriereende in Würzburg und übernahm für die darauf folgende Saison 1972/73 den Trainerposten. Während seiner Zeit bei den Kickers wurde der Defensivspieler Erich Kaniber in mehrere DFB-Auswahlmannschaften berufen, bis er 1956 seine Karriere beim VfB Stuttgart fortsetzte. In der Zweitligasaison 1977/78 spielten der spätere Bundesligaprofi Rainer Scholz sowie der im In- und Ausland erfolgreiche Lothar Emmerich für die Rothosen.
Darüber hinaus pfeift der in München lebende ehemalige DFB- und FIFA-Schiedsrichter Peter Sippel für die Würzburger Kickers.
Der Würzburger und mittlerweile Berliner Rapper Erich Kanli hat im Kickers-Stadion ein Musik-Video aufgenommen. Er sagt warum und wie es dazu gekommen ist. Erich Kanli war selbst Spieler der Kickers und arbeitete im Jugendbereich.
Der Würzburger Rapper Kanli (türkisch für „blutig“) hat sein neues Album „A.A.€.“ veröffentlicht, das mit Produzent Pacov entstanden ist. Dabei werden HipHop und House vermischt. Besonders stolz ist er auf das Musikvideo von „Play“, das im Kickers-Stadion gedreht wurde.
quelle: Mainpost.de

### Trainerhistorie
(Auswahl)
- Leó Weisz (1929–1931)
- Richard Saller (1977–1978)
- Reiner Geyer (1997–1998)
- Bernd Hollerbach (2014–2017)
- Stephan Schmidt (2017)
- Michael Schiele (2017–2020)
- Marco Antwerpen (2020)
- Bernhard Trares (2020–2021)
- Ralf Santelli (2021, 2022)
- Sebastian Schuppan (2021)
- Torsten Ziegner (2021)
- Danny Schwarz (2021–2022)
- Sebastian Neumann (2021, 2024, seit 2025)
- Martin Lanig (2024–2025)

## Perspektivteams

### Zweite Mannschaft
Bis zur Saison 2018/19 spielte die zweite Mannschaft in der Bayernliga, 2018 wurde Rainer Zietsch Cheftrainer. Zur Saison 2019/20 wurde die Mannschaft jedoch abgemeldet, um den Fokus auf die A- und B-Jugend-Mannschaften konzentrieren zu können. Die bisherige dritte Mannschaft des Vereins wurde nun die neue zweite und trat in der Kreisklasse an.

### Dritte Mannschaft
Eine dritte Mannschaft der Kickers wurde 2010 ins Leben gerufen und startete in der B-Klasse. Nach erfolgreichen ersten Jahren spielte diese bis zur Saison 2018/19 in der A-Klasse. Für die Saison 2019/20 meldeten die Kickers eine neue dritte Mannschaft an.

### Jugendabteilung
Die Nachwuchsförderung der Kickers ist mit Mannschaften in allen Altersklassen breit aufgestellt. Die U19 (A-Junioren) des Vereins spielen seit 2015 in der Bayernliga. Einige Altersklassen des Kickers-Nachwuchses treten darüber hinaus mit mehreren Teams in verschiedenen Ligen an. Zur Unterstützung des Trainingsbetriebes und zur Förderung der Jugendlichen betreuen Spieler der ersten und zweiten Mannschaft das Training der Nachwuchsteams als Übungsleiter. Seit 2014 bietet der Verein den jugendlichen Nachwuchsfußballern und allen anderen im Verein eine psychologische Betreuung und Gesprächsangebote an. Damit sollen die Jugendlichen einen Ansprechpartner für Probleme und Krisensituationen haben.
Im Frühjahr 2015 wurde bekannt, dass der Bayerische Fußball-Verband ein Nachwuchsleistungszentrum beim FC Würzburger Kickers ansiedelt.

## Mädchen- und Frauenfußball
Seit 2020 bieten die Würzburger Kickers unter ihrem Markendach auch Mädchen- und Frauenfußball an. Die Abteilung für Mädchen- und Frauenfußball des SC Würzburg (Würzburg Dragons) hat sich hierzu als eigenständiger Verein gegründet und ist im Spielbetrieb ab der Saison 2020/21 als FC Würzburger Kickers Mädchen- und Frauenfußball vertreten. Knapp 150 Spielerinnen von der U8 bis zu den Frauen gehören seit dem 1. Januar 2020 zur Kickers-Familie. Die 1. Mannschaft der Frauen spielt in der 2. Frauen-Bundesliga Süd, die U17-Juniorinnen in der Landesliga.

## Spielstätten

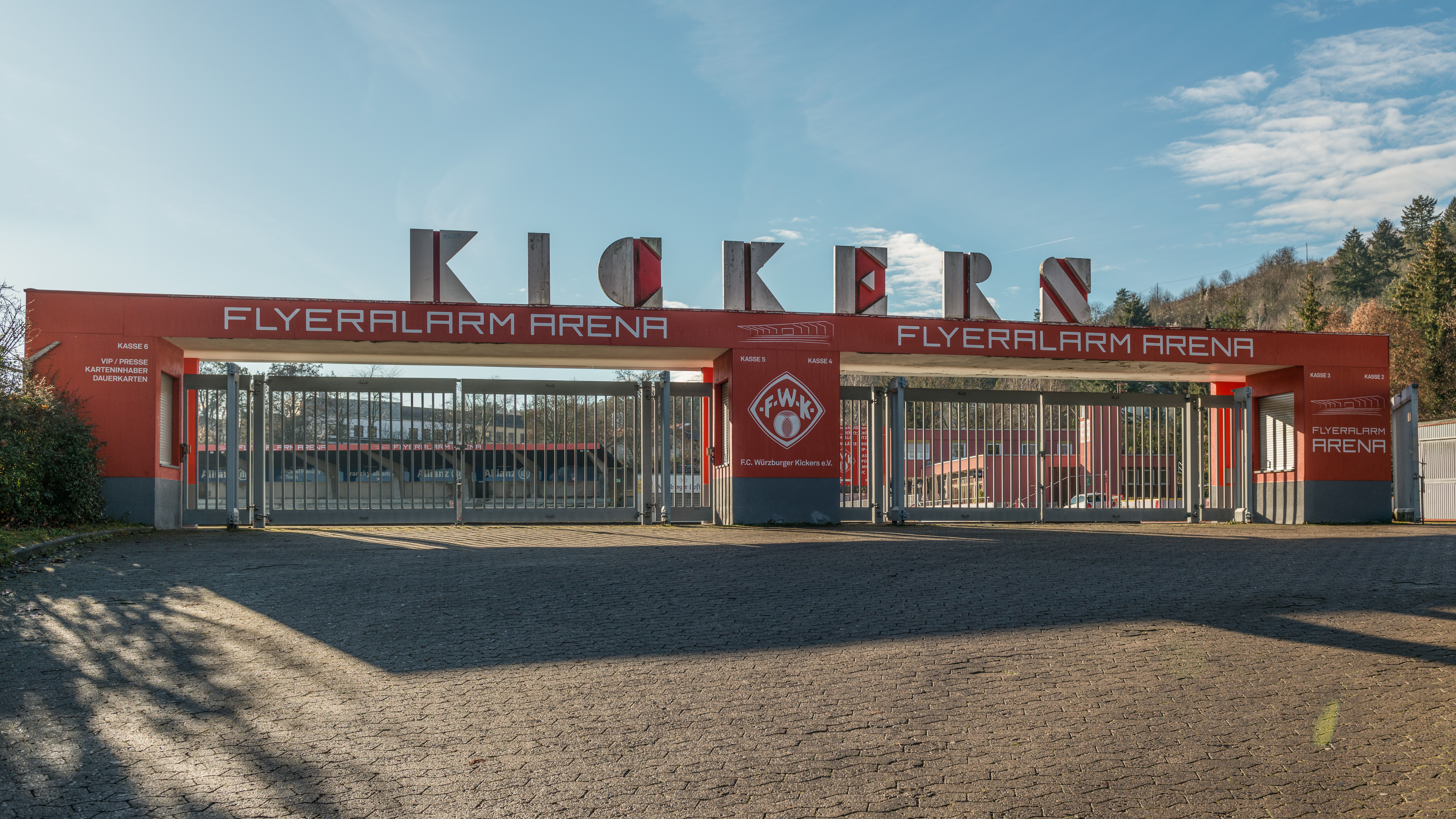
Der Eingang zur Akon Arena am Dallenberg

Die Würzburger Kickers haben in ihrer mehr als 100-jährigen Geschichte an drei unterschiedlichen Heimspielstätten gespielt. Die aktuelle Spielstätte ist die Akon Arena, ehemals Stadion am Dallenberg in Würzburg.

### Galgenberg (Kugelfang)
Erste Heimspielstätte der Würzburger Kickers war nach der Gründung 1907 das Stadion am Galgenberg, auch Kugelfang genannt, im Würzburger Osten. Hier trug der Lokalrivale 1. WFV 04 ebenfalls seine Heimspiele aus, die Kickers spielten dort für zwei Jahre, eher der erste Umzug erfolgte.

### Randersackerer Straße
Ab 1909 trugen die Kickers ihre Heimspiele an der Randersackerer Straße im Würzburger Stadtteil Sanderau aus. Bis zum Zweiten Weltkrieg spielten die Kickers hier, in Folge des Krieges brannten die Tribünen vollständig aus. Nach dem Krieg musste der Sportplatz in den 1960er Jahren jedoch städtebaulichen Maßnahmen weichen, als der Stadtteil Sanderau in Richtung Süden wuchs. In Folge dieser Umstrukturierung wurde es nötig, eine neue Heimat für die Fußballer der Kickers zu finden, weshalb sich die Kickers zum eigenständigen Neubau eines Fußballstadions auf der gegenüberliegenden Mainseite auf dem Dallenberg entschlossen.
Im Bereich des ehemaligen Sportplatzes befindet sich heute ein Supermarkt.

### Stadion am Dallenberg
Der Stadionbau am Würzburger Dallenberg wurde in den 1960er Jahren begonnen und war neben der Förderung durch Bund, Land und Stadt insbesondere durch die erhebliche Eigenleistung der Mitglieder möglich. Eröffnet wurde das Stadion mit einem Freundschaftsspiel am 15. August 1967 gegen den 1. FC Kaiserslautern vor 8000 Zuschauern. Der gesamte Bau wurde erst wesentlich später abgeschlossen, als 1975 die Stehränge rund um das Spielfeld fertiggestellt werden konnten. In Würzburg ist das Stadion insbesondere unter den Namen Kickers-Stadion und Dallenbergstadion bekannt.
Das Stadion am Dallenberg wurde als reines Fußballstadion konzipiert und besitzt somit keine Leichtathletikanlage. Hierdurch befinden sich die Zuschauertribünen sehr nah am Spielfeld, was einen guten Blick von allen Plätzen des Stadions ermöglicht und für eine englische Atmosphäre sorgt.
Die Haupttribüne ist mit den Blöcken A bis E, die jeweils im unteren Teil Sitzplätze sowie im oberen Teil Stehränge (die sogenannte Stehhalle) beinhalten, ausgestattet und auf der gesamten Länge des Platzes überdacht. Die weiteren Tribünen, welche das gesamte Spielfeld umgeben, sind hingegen reine Stehplätze und besitzen keine Überdachung. Dabei ist die Stadionform nicht exakt viereckig, da die Haupttribüne sowie die Gegengerade leicht schräg zum Spielfeld verlaufen, bevor sie vor und hinter der Mittellinie parallel werden. Mit dieser, kaum erkennbaren, achteckigen Form entsteht, je nach Zweck, auf beiden Seiten des Spielfelds Platz für Reservebänke.
Hinter der Tribüne im Nord-Westen des Stadions befindet sich ein Restaurant mit Terrasse, welche einen Blick auf das Spielfeld bietet. Darunter befinden sich Spielerbereiche wie Umkleiden, Sauna mit Entmüdungsbecken und Massageräumen sowie Umkleidemöglichkeiten für die Schiedsrichter. Neben dem Hauptplatz verfügt die Anlage über einen weiteren Rasen- sowie einen Kunstrasenplatz, die sich im Süd-Osten befinden und mit einem Flutlich ausgestattet sind. Darüber hinaus befindet sich die Geschäftsstelle, die Boxhalle des Vereins sowie ein kleiner Fanshop auf dem Gelände.
Zur Weltmeisterschaft 2006 nutzte die in Würzburg untergebrachte Nationalmannschaft Ghanas das Stadion am Dallenberg als Trainingsstätte. Hierzu wurde mithilfe der Stadtverwaltung extra der Rasen des Hauptplatzes saniert.

### Flyeralarm Arena

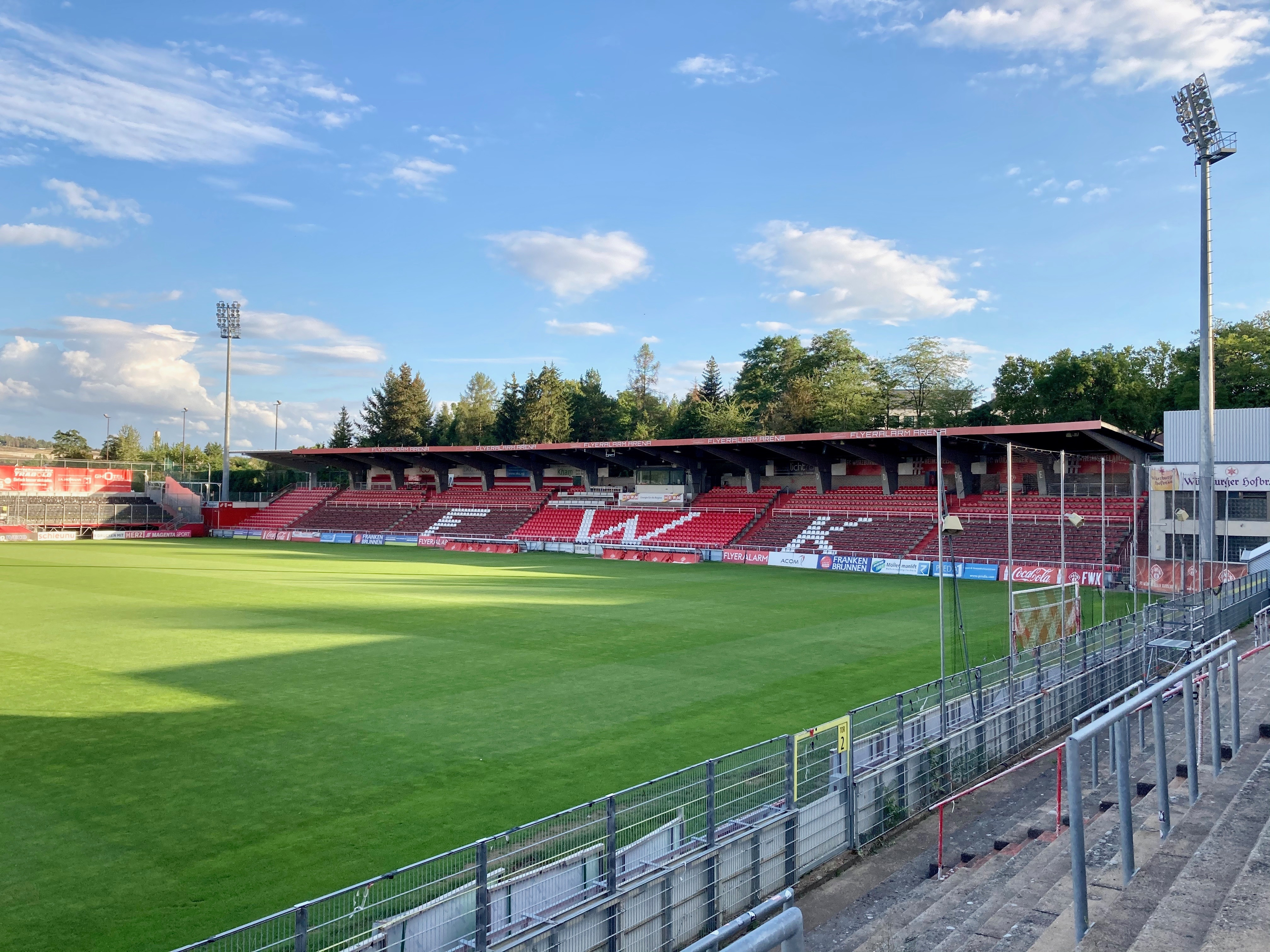
Haupttribüne der Akon Arena mit dem Schriftzug FWK (2020)

Seit März 2013 trägt das Stadion den Namen Flyeralarm Arena, nachdem das Würzburger Unternehmen Flyeralarm das Sponsoring für die Heimspielstätte der Kickers bis 2016 übernommen hatte.
Die Kapazität des Stadions für die Dritte Liga beträgt nach Umbaumaßnahmen und Modernisierungen 10.504 Plätze, nachdem aufgrund baulicher Mängel zwischenzeitlich nur noch 5.000 Zuschauer eingelassen werden durften. Für Ereignisse wie die DFB-Pokalspiele 2014/15 waren Ausnahmeregelungen nötig, um mehr Fans einen Zugang zu ermöglichen. Das ursprüngliche Fassungsvermögen betrug 14.500 und mehr Zuschauer, nach der Ertüchtigung für die Dritte Liga, die unter anderem einen Umbau von einigen Steh- zu Sitzplätzen einschließt, kann die ehemalige Kapazität nicht mehr erreicht werden.
Um das Stadion in Zukunft regelmäßig in vollem Umfang nutzen zu können, betreiben Verein und Umfeld großen Aufwand, die Spielstätte in Stand zu setzen und strukturell zu verbessern. Damit soll die Flyeralarm Arena für die erweiterte Nutzung in der Gegenwart sowie in möglichen höherklassigen Ligen modernisiert werden. Hierzu wurde im Anschluss an die Stadiongaststätte an der Nord-Westseite des Stadions ein VIP-Bereich in Zeltbauweise auf dem ehemaligen Tennisplatz errichtet sowie der Gästezugang vom Parkplatz an der Ostseite restauriert. Zudem richtete der Verein einen neuen Gästesektor auf der östlichen Ecke des Stadions ein, der baulich in Form eines Zauns vom Rest des Stadions getrennt ist. Seither ist es insbesondere bei sogenannten Sicherheitsspielen nicht mehr möglich, das Stadion hinter den Tribünen zu umrunden. Des Weiteren wurden insbesondere in Eigenleistung von Fans und Mitgliedern die Tribünen und Schutzeinrichtungen sowie weitere Teile der Anlage auf einen moderneren Stand gebracht. Der Sanierungsbedarf des Stadions in Bezug auf höherklassigen Fußball wird weiterhin insbesondere im Bereich der sanitären Anlagen und des Spielerzugangs zwischen Umkleiden und Spielfeld deutlich, der sich bislang mit dem Weg der Fans, vom Haupteingang, Toilettenanlagen und Gastronomiebereich kommend, zur Haupttribüne kreuzt.
Darüber hinaus wurde in diesem Zusammenhang eine Baugenehmigung zur Errichtung einer fernsehtauglichen Flutlichtanlage beantragt. Am 23. September 2014 erteilte der Bauausschuss der Stadt Würzburg diese, mit Vorarbeiten war bereits zuvor begonnen worden. Fertiggestellt wurde die Anlage im Oktober 2014. Damit wurde das Ziel erreicht, das Stadion bis zum DFB-Pokalspiel gegen Eintracht Braunschweig am 29. Oktober 2014 in einen Zustand zu versetzen, um die Begegnung, wie vom DFB gefordert, unter Flutlicht austragen zu können. Darüber hinaus sollten auch Abendspiele im Ligabetrieb möglich werden, so etwa das Einweihungsspiel der neuen Anlage gegen die SpVgg Bayreuth. Die vier Masten, der höchste davon 32 Meter hoch, erreichen eine Beleuchtungsstärke von 800 Lux, was auch für die Dritte Liga ausreichend ist.
Um die Anstrengungen und finanziellen Aufwendungen, die der FC Würzburger Kickers in die vereinseigene Anlage investiert zu unterstützen, billigte der Stadtrat im November 2014 einen Zuschuss von 300.000 Euro für weitere Sanierungsarbeiten, der bis 2017 Stufenweise ausgezahlt wird. Damit würdigte die Stadt die Bemühungen des Vereins, als fußballerisches Aushängeschild der Stadt das größte Stadion der Umgebung an die Auflagen des DFB anzupassen, wofür alleine im Jahr 2014 von Seiten des Vereins ein niedriger siebenstelliger Betrag aufgebracht wurde.
Für den Tag des Relegations-Rückspiels um die Qualifikation zur Dritten Liga hatten die Fans des Vereins erreicht, das Stadion für ein Spiel in Kickers-Stadion am Dallenberg zurück zu benennen. Dies stellte den Auftakt zu einer Kampagne dar, deren Ziel das Einwerben von Geldern zur dauerhaften Wiedereinführung des traditionsreichen Stadionnamens dar.

## Fans
Als bemerkenswert aus Sicht vieler Kickers-Fans gilt, dass die Anhänger des Vereins auch in Jahren nahe der sportlichen Bedeutungslosigkeit zu Auswärtsspielen fuhren und für Stimmung sorgten. Darüber hinaus erlangten die Fans des B-Block, Kern der aktiven Fanszene der Würzburger, im Rahmen der bundesweiten Kampagne Pyrotechnik Legalisieren – Emotionen Respektieren Aufmerksamkeit. Das vorgeschlagene Konzept für die Initiative, an dem zahlreiche Gruppen der deutschen Ultra-Bewegung beteiligt waren, um mit den Funktionären der Verbände über eine Legalisierung bengalischer Feuer in den Kurven zu verhandeln, geht auf führende Köpfe des B-Block zurück.
Das Engagement für ihren Verein zeigten die Kickers-Fans immer wieder in Form von Arbeitseinsätzen am Stadion und der vereinseigenen Anlage aber auch durch Kurven-Choreographien, die trotz des langjährigen Daseins in den unteren Spielklassen immer wieder Teil der Fankultur insbesondere des B-Block waren. Besonders emotional war dabei die Choreographie im Rahmen des Benefizspiels zugunsten ALS-Erkrankter Menschen im Jahr 2011, die unter dem Leitspruch Wir hatten viele Trainer – Aber nur einen Coach stand und bei der unter anderem Pyrotechnik zum Einsatz kam, gewidmet dem von der unheilbaren Krankheit betroffenen Erfolgstrainer der Kickers, Michael Schaudt.

## Weitere Sportabteilungen

### Boxen
Der Verein unterhält eine 1924 gegründete Boxabteilung, die mit mehr als einem Dutzend aktiver Athleten regelmäßig an Sportveranstaltungen teilnimmt. Eine vereinseigene Trainingshalle für die Boxer befindet sich unmittelbar im Stadion, auf der westlichen Tribünen-Ecke zwischen Haupttribüne und dem Stadionrestaurant.

### Tischtennisabteilung
Die Tischtennisabteilung der Würzburger Kickers wurde 1946 gegründet. Schon 1954 gelang den Herren der Aufstieg in die Landesliga, damals noch die höchste Spielklasse. Ein Jahr später waren die Tischtenniskickers Ausrichter des ersten deutschen Ranglistenturniers und Gastgeber eines Länderkampfes gegen Österreich.
In den sechziger und siebziger Jahren spielte die erste Mannschaft durchwegs in der Bayernliga oder in der Landesliga und zählte stets zu den besten unterfränkischen Teams. Die Damen spielten zwischenzeitlich sogar erstklassig in der Süddeutschen Oberliga. Anfang der achtziger Jahre begann dann der kontinuierliche Weg in Richtung Bundesliga. Landesliga, Bayernliga, Oberliga, Regionalliga und 1994 schließlich der Aufstieg in die 2. Bundesliga waren die Etappen des Erfolgs. Nahezu sensationell wurden die Kickers auf Anhieb Vizemeister und noch überraschender – bedingt durch den Rückzug Berlins – Aufsteiger in die 1. Bundesliga. Doch kam der Aufstieg ein Jahr zu früh und vor allem zu kurzfristig. Die Saisonplanung für die zweite Liga war bereits abgeschlossen, so blieb nichts anderes übrig als mit einer Zweitligatruppe in der Eliteliga Europas anzutreten. Es kam zwangsläufig so, wie es kommen musste: Die Tischtenniskickers stiegen sofort wieder in die 2. Bundesliga ab.
Insgesamt 24-mal wurden die Internationalen Würzburger Stadtmeisterschaften – mit zum Teil über 500 Teilnehmern eines der größten deutschen Privatturniere – durchgeführt. Zweimal waren die Würzburger Kickers vor jeweils über 2000 Zuschauern in der S.Oliver-Arena Ausrichter von Länderkämpfen im Rahmen der Tischtennis-Europaliga-Superdivision. 1995 hat der Bayerische Tischtennisverband in seinem Jubiläumsjahr das höchste deutsche Ranglistenturnier TOP-12 nach Würzburg vergeben.
Am 5. März 1996 wurde die Tischtennisabteilung der Würzburger Kickers, 40 Jahre nach ihrer Gründung, unter dem Vereinsnamen TTK Würzburger Hofbräu ein eigenständiger Verein. Damit wurden die Weichen wieder direkt in Richtung Erstklassigkeit gestellt. Der sportlichen Gipfel wurde mit der deutschen Meisterschaft 2005 erreicht. Zudem wurde zweimal das Finale des europäischen ETTU-Cups (2005 und 2007), einmal das deutsche Pokalfinale (2006) und in der European Champions League das Viertelfinale(2008) erreicht.
Aus personellen und finanziellen Gründen konnte der Verein 2008 nicht mehr eigenständig weitergeführt werden und ging in die beiden Vereine TTC Müller Frickenhausen/Würzburg und TTC Kist/Würzburg auf.
Die ehemaligen Mitglieder der Tischtennisabteilung haben dann 2009 beschlossen, diese wieder neu zu gründen. Aktuell spielt die Mannschaft auf Kreisebene.

### Fechten
Die Fechtabteilung der Kickers wurde 1950 gegründet. Anfangs waren vor allem die Florettdamen erfolgreich, später dominierten unter Leitung der Trainerin Mary Jung vor allem die Degenfechter. Die Degenmannschaft war von 1962 bis 1970 in Bayern ungeschlagen, Dieter Jung wurde sogar dreifacher Deutscher Meister und nahm an Weltmeisterschaften und den Olympischen Spielen 1968 und 1972 teil. Nach mehreren Abgängen musste der Fechtbetrieb 2007 eingestellt werden, seit 2017 wurde jedoch wieder mit dem Fechttraining begonnen, diesmal in der Disziplin Säbel.

### Ehemalige Hockeyabteilung
Die Damen-Hockey-Mannschaft wurde als HC Würzburger Kickers in den Jahren 1941, 1952, 1953, 1955 und 1956 deutscher Meister. Damit stehen die Würzburger Kickers mit insgesamt 5 Titeln noch immer auf Platz fünf der deutschen Rekordmeister-Rangliste. Ab 1992 firmierte die Hockeyabteilung, nach der Aufnahme der aktiven Hockeyspieler der TG Würzburg, schließlich unter dem Namen HTC Würzburg und wurde ein eigenständiger Verein. Der Zusammenschluss unter dem heutigen Namen wurde nach Platzproblemen der TGW sowie dem Spielermangel der Kickers-Herrenmannschaft nötig.

### Ehemalige Handballabteilung
Zwischen den Weltkriegen bestand zudem eine Handballabteilung der Würzburger Kickers. Diese wurde im Jahr 1929 gegründet.